# Китадзима (посёлок)
Китадзима (яп. 北島町 Китадзима-тё:) — посёлок в Японии, находящийся в уезде Итано префектуры Токусима. Площадь посёлка составляет 8,77 км², население — 22 307 человек (1 августа 2014), плотность населения — 2543,56 чел./км².

## Географическое положение
Посёлок расположен на острове Сикоку в префектуре Токусима региона Сикоку. С ним граничат города Токусима, Наруто и посёлки Айдзуми, Мацусиге.

## Население
Население посёлка составляет 22 307 человек (1 августа 2014), а плотность — 2543,56 чел./км². Изменение численности населения с 1980 по 2005 годы:
| 1980 | 16 466 чел. |  |
| 1985 | 17 745 чел. |  |
| 1990 | 18 986 чел. |  |
| 1995 | 19 514 чел. |  |
| 2000 | 19 823 чел. |  |
| 2005 | 20 703 чел. |  |

## Символика
Деревом посёлка считается османтус, цветком — хризантема.